# Prekoračani
Prekoračani – wieś w Chorwacji, w żupanii virowiticko-podrawskiej, w gminie Čačinci. W 2011 roku pozostawała niezamieszkana.